# Triunfo (danza)
El triunfo es una especie musical folclórica propia de la región pampeana Argentina. Si bien ha dejado de tener vigencia como danza, no ha sido así en relación con su música, de la que se existe un copioso registro de grabaciones y un número no menor de compositores y agrupaciones que continúan cultivando el su acervo mediante nuevas versiones y composiciones.

## Origen
Muchos de los ritmos del folclore tradicional argentino tienen antecedentes en la música colonial rioplatense. Así como la gavota, la jota, el fandango, entre otros que ingresaron desde Europa al territorio del Virreinato del Río de la Plata adquiriendo variantes en las Provincias Unidas del Río de la Plata modificandose para dar lugar a otras especies musicales propias que se desarrollaron en la Argentina, como la zamba y el triunfo.
El triunfo nace como danza en la Argentina en coincidencia con la derrota española definitiva en la batalla de Ayacucho, para celebrar y narrar la victoria independentista, de ahí su denominación. Tiene un carácter vivaz y exultante y es característico del folclore surero (pampeano). Pasadas las guerras independentistas la temática de los triunfos dejó de ser exclusivamente bélica y pasó a narrar las peripecias del gaucho pampeano.
Uno de los triunfos más antiguos recopilados dice:

Este es el triunfo, niña
de los patriotas,
que diga de los patriotas

huían los realistas
como gaviotas
que diga como gaviotas.

## Características
La música está compuesta por períodos de seis compases que abarcan tres frases cada uno, y que alternan con un interludio de igual duración (similar al malambo) que sirve de introducción. Con otra copla se cantan dos períodos musicales más, seguidos de los interludios correspondientes y el ¡Aura! es tarareada. El acompañamiento musical más común es el de guitarra, especialmente en el ámbito rural, registrándose arpa y violín en el noroeste y piano en los salones. Sus estrofas suelen comenzar con la frase "este es el triunfo..." Cada estrofa está formada por un verso de siete y uno de cinco sílabas, forma denominada copla "de seguidilla o de pie quebrado ", repitiéndose el segundo verso, a veces con el agregado de una o dos palabras antes de esta repetición ("que diga", "la pucha", "aijuna", etc.).
Este es el triunfo niña (7)
de los patricios (5)
(que digo) de los patricios (5)
Cada verso se cantará en 2 compases resultando una estrofa de 6 compases, forma melódica única del folklore Argentino, debido a que en la mayoría de los géneros se estila el uso de frases melódicas de 4 u 8 compases. Las estrofas cantadas están precedidas por el "zapateo ", también de 6 compases, en donde la guitarra rasguea 3 frases de 2 compases utilizando los grados IV y V en el primer compás, y I en el segundo. El triunfo está generalmente en Modo Mayor, con la utilización típica de acordes del modo paralelo menor. 

## Coreografía
La danza es un baile de pareja suelta. La pareja se coloca en diagonal, dentro del cuadrado imaginario por el que bailará. La coreografía tiene tres grandes partes: introducción, baile y cierre, en períodos de seis compases. Durante la introducción, ambos bailarines permanecen en la esquina durante seis compases.
El baile propiamente dicho, comienza a la voz de "adentro" y tiene ocho etapas (4 de avance al centro y cuatro de retroceso a la esquina), cada una de seis compases. Durante el mismo se alternan las etapas de avance al centro y las de retroceso a la esquina. En las etapas de avance al centro, las manos de los bailarines van en alto, castañeteando. En las etapas de retroceso a la esquina, las manos descienden; la mujer zarandea su pollera y el hombre zapatea.
Finalizada las ocho etapas del baile, y a la voz de "aura!", el baile se cierra en una etapa final de seis compases, en el que los bailarines dan una media vuelta sobre sí y el hombre corona a la mujer.